# محيي الدين الجلبي
وهو أبو كامل محيي الدين بن محمد جواد بن عبد الحميد طه الجلبي، ولد في الأعظمية في بغداد، وتعلم القرآن الكريم، واشتغل ببيع النورة وكانت له محلا لصناعتها في اطراف الأعظمية، وكذلك أشتغل بدباغة الجلود وكانت له مدبغة، وفي أحداث ثورة العشرين أحتفل أهالي الأعظمية في مقهى فرج في محلة الشيوخ، على شاطيء نهر دجلة، حيث قام محيي الدين برفع راية الثورة في ذلك الأحتفال، واعتقلت السلطة في وقتها حمدي السيد أمين وجاءه الخبر باعتقال رجالات الثورة وصدر من السلطات أمرا باعتقالهِ فخرج هارباً من الأعظمية في صحبة الأستاذ عبد الهادي أفندي، إلى جهة مدينة الخالص شمال بغداد عابراً نهر دجلة إلى منطقة عشيرة المشاهدة ومنها إلى منطقة عشيرة زوبع الشهيرة، وكانت لهُ وقفات بطولية مع رجال ثورة العشرين في حينها وكان حامل الراية في الثورة.

## وفاته
توفي محيي الدين الجلبي في شهر شعبان 1368 هـ/ حزيران 1949م، ودفن في مقبرة الخيزران في الأعظمية.